# Lista över Libyens statsöverhuvuden
Detta är en lista över Libyens statsöverhuvuden sedan självständigheten 1951.
| Ämbetstid | Porträtt                                                              | Innehavare                                                                 | Parti             | Noteringar                      |
| --- | --------------------------------------------------------------------- | -------------------------------------------------------------------------- | ----------------- | ------------------------------- |
| Konungariket Libyen |                                                                       |                                                                            |                   |                                 |
| المملكة الليبية (Al-Mamlakat al-Lībiyya)                                                                                          |                                                                       |                                                                            |                   |                                 |
| 24 december 1951–1 september 1969                                                                                                 |                                                                       | Idris, Kung                                                                |                   | Avsatt i en statskupp 1969      |
| Libyska Arabiska Republiken |                                                                       |                                                                            |                   |                                 |
| الجمهورية العربية الليبية (Al-Jumhuriyya al-`Arabiyyah al-Lībiyya)                                                                |                                                                       |                                                                            |                   |                                 |
| 1 september 1969–2 mars 1977 |                                                                       | Överste Muammar al-Gaddafi, Ledare för Revolutionära Kommandorådet         | Militär           |                                 |
| Stora Socialistiska Folkets Libyen Jamahiriya                                                                                     |                                                                       |                                                                            |                   |                                 |
| الجماهيرية العربية الليبية الشعبية الإشتراكية العظمى (Al-Jamāhīriyya al-`Arabiyya al-Lībiyya aš-Ša'biyya al-Ištirākiyya al-`Uẓmā) |                                                                       |                                                                            |                   |                                 |
| 2 mars 1977–2 mars 1979 |                                                                       | Överste Muammar al-Gaddafi, Ledare för Revolutionära Kommandorådet         | Militär/Oberoende |                                 |
| 2 mars 1979–20 september 2011[källa behövs]                                                                                       | Överste Muammar al-Gaddafi, Ledare och Guide för Libyska Revolutionen | Ifrågsatt från och med 5 mars 2011                                         | Militär/Oberoende |                                 |
| Nationella övergångsrådet |                                                                       |                                                                            |                   |                                 |
| الجمهورية الليبية (al-Jumhūriyya al-Lībiyya)                                                                                      |                                                                       |                                                                            |                   |                                 |
| 5 mars 2011–8 augusti 2012 |                                                                       | Mustafa Abdul Jalil, Ordförande för Nationella Libyska Övergångsregeringen | Oberoende         | I uppror till 20 september 2011 |
| Libyens generalförsamling |                                                                       |                                                                            |                   |                                 |
| المؤتمر الوطني العام (al-Mu’tamar al-Waṭanī al-‘āmm)                                                                              |                                                                       |                                                                            |                   |                                 |
| 8 augusti 2012–9 augusti 2012 |                                                                       | Mohammed Ali Salim, Tillförordnad ordförande för Generalförsamlingen       | Oberoende         |                                 |
| 9 augusti 2012–9 januari 2013 |                                                                       | Mohamed Yousef el-Magariaf, Ordförande för Generalförsamlingen             | NFP               |                                 |
| Staten Libyen |                                                                       |                                                                            |                   |                                 |
| دولة ليبيا (Dawlat Libya) |                                                                       |                                                                            |                   |                                 |
| 9 januari 2013–28 maj 2013 |                                                                       | Mohamed Yousef el-Magariaf, Ordförande för Generalförsamlingen             | NFP               |                                 |
| 28 maj 2013–2013 |                                                                       | Juma Ahmad Atigha, Tillförordnad ordförande för Generalförsamlingen        | Oberoende         |                                 |
| 2013–2014 |                                                                       | Nouri Bousahmein, Tillförordnad ordförande för Generalförsamlingen         | Oberoende         |                                 |
| 2014–2014 |                                                                       | Abou Bakr Baïra, Tillförordnad ordförande för Generalförsamlingen          | Oberoende         |                                 |
| 2014–2016 |                                                                       | Aguila Salah Issa, Tillförordnad ordförande för Generalförsamlingen        | Oberoende         |                                 |
| 2016–2021 |                                                                       | Fayez el-Sarraj, Tillförordnad ordförande för Generalförsamlingen          | Oberoende         |                                 |
| 2021– |                                                                       | Mohammed Younes Menfi, Interimspresident                                   | Oberoende         |                                 |